# Liușniuvate, Holovanivsk
Liușniuvate (în ucraineană Люшнювате) este o comună în raionul Holovanivsk, regiunea Kirovohrad, Ucraina, formată numai din satul de reședință.

## Demografie
Componența lingvistică a comunei Liușniuvate
     Ucraineană (94,41%)
     Rusă (2,64%)
     Română (2,48%)
     Alte limbi (0,31%)
Conform recensământului din 2001, majoritatea populației comunei Liușniuvate era vorbitoare de ucraineană (94,41%), existând în minoritate și vorbitori de rusă (2,64%) și română (2,48%).